# In Search of... (serie televisiva)
In Search of... è un programma televisivo statunitense andato in onda settimanalmente dal 1977 al 1982 e dedicato ai fenomeni misteriosi.
È stato creato dopo il successo di tre documentari televisivi di un'ora prodotti dal creatore Alan Landsburg: In Search of Ancient Astronauts del 1973 (basato sul libro  Gli extraterrestri torneranno di Erich von Däniken), In Search of Ancient Mysteries e The Outer Space Connection, entrambi del 1975 (successivamente adattati in popolari tascabili scritti da Landsburg). Tutti e tre i documentari presentavano la narrazione di Rod Serling, che venne inizialmente scelto per presentare lo show spin-off. Serling morì prima dell'inizio della produzione e Leonard Nimoy venne quindi scelto come presentatore. La serie ha avuto un revival nel 2002 con Mitch Pileggi come presentatore e nuovamente nel 2018 con Zachary Quinto.

## Format
Il programma ha condotto indagini su fenomeni controversi e paranormali (ad es. UFO, Bigfoot e il Mostro di Loch Ness). Inoltre, conteneva episodi su misteriosi eventi storici e personalità come Anna Anderson/Granduchessa Anastasia, l'assassinio di Lincoln, i delitti di Jack lo Squartatore, culti famigerati (ad es. Jim Jones) e persone, città e navi scomparse (ad es. Amelia Earhart, Jimmy Hoffa, D. B. Cooper, la Mary Celeste, il Titanic, la perduta Colonia di Roanoke). Poiché lo show presentava spesso argomenti insoliti e teorie controverse, i titoli di testa di ogni episodio includevano un disclaimer verbale sulla natura congetturale delle prove e delle teorie da presentare:
I valori della produzione erano abbastanza tipici del periodo, con interviste, rievocazioni e filmati scenici girati su pellicola, il tutto doppiato da Nimoy. La musica è stata composta da Laurin M. Rinder e W. Michael Lewis. Un album della colonna sonora è stato pubblicato su AVI (American Variety International) Records nel 1977.
La popolarità di Nimoy tra i fan della fantascienza (grazie al suo ruolo di Spock nella serie televisiva Star Trek) ha fatto ottenere allo show un grande successo. Nimoy scrisse un episodio sulla vita turbolenta dell'artista Vincent van Gogh,avendo precedentemente interpretato il fratello dell'artista Theo in uno spettacolo personale. Come parte della sua ricerca, Nimoy ha trovato documenti negli archivi dell'ospedale in cui è stato curato Van Gogh che suggerivano che soffrisse di epilessia piuttosto che di follia.
Lo spettacolo ha anche generato almeno sei libri spin-off, tutti scritti da Landsburg con prefazioni di Nimoy: In Search of Lost Civilizations, In Search of Extraterrestrials, In Search of Magic and Witchcraft, In Search of Strange Phenomena, In Search of Missing Persons, e In Search of Myths and Monsters, più un libro aggiuntivo che raccoglie i migliori segmenti di questi volumi esistenti.
Nel 1978, Landsburg ha prodotto un documentario sul Bigfoot intitolato Manbeast! Myth or Monster e basato sul suo libro In Search of Myths and Monsters, utilizzando parti di due episodi di In Search of... ("The Monster Hunters" e "The Yeti"). Sebbene Nimoy avesse scritto la prefazione al libro di Landsburg, non ha narrato questo documentario.
Repliche della serie In Search of... sono andate in onda all'inizio degli anni '90 su A&E Network. Alla fine degli anni '90, lo spettacolo è andato in onda su un'altra delle proprietà di A&E Television Networks, la History Channel. L'accordo di licenza è scaduto all'inizio degli anni 2000, ponendo fine alla corsa dello spettacolo. Quando lo spettacolo è andato in onda su A&E, è stata utilizzata una nuova registrazione della musica del tema originale più un nuovo tema alternativo. Anche i titoli di apertura originali sono stati modernizzati. In questa incarnazione praticamente tutte le apparizioni davanti alla telecamera di Nimoy nella serie sono state sostituite con filmati riutilizzati, in modo che gli spettatori potessero sentire Nimoy ma non vederlo.
Un revival dello show di breve durata, con Mitch Pileggi, è andato in onda su Sci-Fi Channel nel 2002.
Nel gennaio 2018, è stato annunciato che Zachary Quinto, che, come Nimoy, ha interpretato il ruolo di Spock nei film reboot di Star Trek, avrebbe presentato la versione rivisitata dello show su History Channel. Il 27 marzo, 2019, History Channel ha annunciato che la serie è stata rinnovata per una seconda stagione.

## Puntate
| Stagione        | Stagione       | Episodi | Prima TV originale | Prima TV originale |
| Stagione        | Stagione       | Episodi | Inizio             | Fine               |
| --------------- | -------------- | ------- | ------------------ | ------------------ |
| Serie originale |                |         |                    |                    |
|                 | Specials       | 4       | 5 gennaio 1973     | 1978               |
|                 | 1              | 24      | 17 aprile 1977     | 10 settembre 1977  |
|                 | 2              | 24      | 24 dicembre 1977   | 1 giugno 1978      |
|                 | 3              | 24      | 14 settembre 1978  | 17 maggio 1979     |
|                 | 4              | 24      | 20 settembre 1979  | 14 marzo 1980      |
|                 | 5              | 24      | 20 settembre 1980  | 19 maggio 1981     |
|                 | 6              | 24      | 21 settembre 1981  | 1 marzo 1982       |
| Serie revival   |                |         |                    |                    |
|                 | Revival (2002) | 8       | 4 ottobre 2002     | 22 novembre 2002   |
|                 | Revival (2018) | 10      | 20 luglio 2018     | 14 settembre 2018  |